# Ковнатка
Ковнатка (пол. Kownatka) — село в Польщі, у гміні Росьцишево Серпецького повіту Мазовецького воєводства.
Населення — 79 осіб (2011).
У 1975-1998 роках село належало до Плоцького воєводства.

## Демографія
Демографічна структура станом на 31 березня 2011 року:
|          | Загалом | Допрацездатний вік | Працездатний вік | Постпрацездатний вік |
| -------- | ------- | ------------------ | ---------------- | -------------------- |
| Чоловіки | 44      | 10                 | 29               | 5                    |
| Жінки    | 35      | 8                  | 16               | 11                   |
| Разом    | 79      | 18                 | 45               | 16                   |